# SC Eisenstadt
El SC Eisenstadt es un equipo de fútbol de Austria que alguna vez jugó en la Bundesliga, la liga de fútbol más importante del país.

## Historia
Fue fundado en el año 1907 en la ciudad de Eisenstadt con el nombre Kismarton FC y jugó 13 temporadas en la Bundesliga entre 1968 y 1987, año en que estuvieron por última vez en la máxima categoría.
Si bien a nivel local nunca obtuvieron logros importantes, fuera de Austria sí tuvieron logros importantes, como ganar la Copa Mitropa en una ocasión y jugar la Copa Intertoto de 1983 y de 1985.
El club desapareció en la temporada 2007/08 mientras jugaban en la Regionalliga Ost de Austria en el mes de abril del 2008.
En junio de 2016, algunas partes interesadas en torno al presidente Hans Kusolits y el exjugador de fútbol nacional austriaco Paul Scharner fundaron un nuevo club con el SC Eisenstadt 1907, que se supone que da seguimiento a la historia del histórico SC Eisenstadt. Sin embargo, este intento fracasó. Scharner abandonó el club y Kusolits dimitió. Luego, el club fue asumido por un nuevo equipo directivo, que había estado planeando la reconstrucción completa bajo el nombre original del club "SC Eisenstadt" bajo el liderazgo del presidente Christopher Görz desde el otoño de 2017. La entrada al campeonato de Burgenland tuvo lugar en la temporada 2018/19. En marzo de 2019, se eligió de presidente a Michael Billes.
Comenzaron en la división más baja de Burgenland, la segunda clase al norte. En los dos primeros años, el juego se jugó en el campo deportivo de Schützen am Gebirge al no disponer de instalaciones en Eisenstadt. El 30 de julio de 2020, representantes de la asociación y políticos anunciaron el regreso del club a la ciudad.

## Palmarés

### Torneos nacionales
- Primera Liga de Austria (1): 1979/80

- Regionalliga Ost (2): 1966/67, 1970/71

### Torneos amistosos
- Copa Mitropa (1): 1984

## Jugadores destacados
| - Zoran Barisic - Johnny Bjerregaard - Friedrich Drazan - Geza Gallos - Volkan Kahraman - Christian Keglevits | - Wolfgang Kienast - Gilles Mbang Ondo - Heinz Peischl - Marco Pérez - Horst Steiger - Hermann Gunnarsson |

## Entrenadores desde 1971
| - Alfred Günthner (1971–73) - Adolf Remy (1973) - Horst Franz (1973–75) - Sepp Schneider (1976–77) - Günter Kaltenbrunner (1978–81) - Anton Malatinský (1981–82) - Sepp Schneider (1982–83) - Felix Latzke (1984–85) - Ernst Weber (1985–86) - Alfred Eisele (1986) - Hermann Krenn (1987) - Alfred Eisele (1988–89) | - Hermann Stessl (1989) - Andreas Hackstock (1990) - Johann Schöll (1991–92) - Johann Füzi (1992–94) - Johann Krejcirik (1995) - Christian Janitsch (2002–04) - Kurt Garger (2004–05) - Felix Latzke (2006) - Fritz Satorina (2006) - Ilija Sormaz (2007) - Norbert Barisits (2007–08) |